# Kyjov u Černé

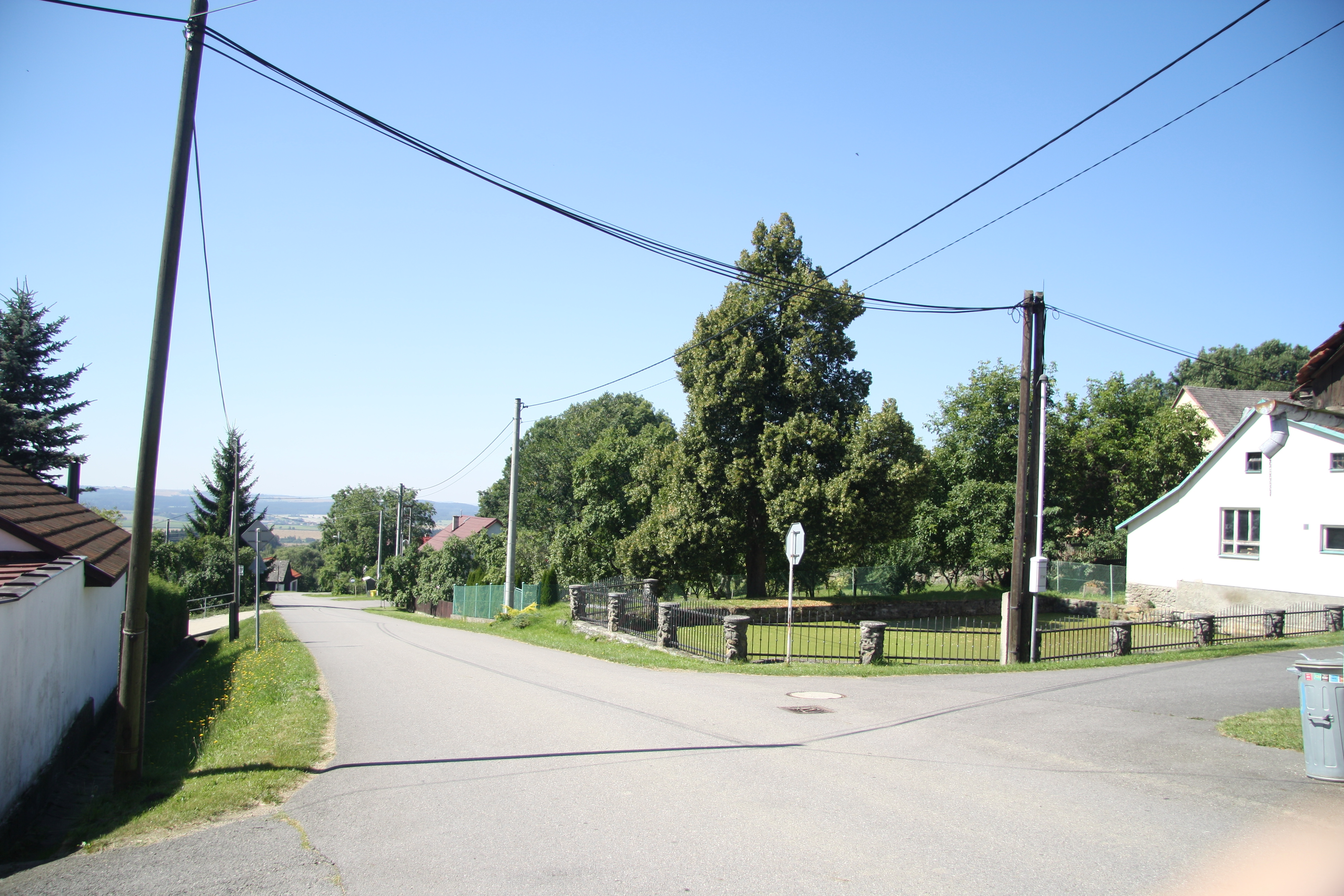
Zentrum der Gemeinde Kyjov in Tschechien (2016)

Kyjov (deutsch Kyjow, auch Kigow) ist eine Gemeinde in Tschechien. Sie liegt 16 Kilometer nordwestlich von Velké Meziříčí und gehört zum Okres Žďár nad Sázavou.

## Geographie
Kyjov befindet sich in den Arnolecké hory, einem Teil der Böhmisch-Mährischen Höhe, am westlichen Fuße des Berges Kyjov (702 m) in der Quellmulde des Baches Křivý potok. Nördlich entspringt der Belfritský potok. Nordöstlich erhebt sich die Hudcova skála (663 m), im Südosten der Kříb (667 m) und Dědkovská hora (694 m) und im Westen die Havlina (706 m).
Nachbarorte sind Bohdalov im Norden, Starý Telečkov im Nordosten, Pavlov im Osten, Zadní Zhořec und Dědkov im Südosten, Milíkov und Černá im Süden, Jersín und Arnolec im Südwesten sowie Chroustov im Nordwesten.

## Geschichte
Die erste urkundliche Erwähnung von Kyjov erfolgte im Jahre 1464 als Teil der Měříner Güter. Besitzer waren u. a. die Herren von Pernstein sowie die Chroustenský. Deren Güter wurden nach der Schlacht am Weißen Berg konfisziert und Rambold XIII. von Collalto übergeben. Unter den Grafen Collalto gehörte Kyjov bis 1848 zur Herrschaft Černá.
Nach der Ablösung der Patrimonialherrschaften bildete Kyjov ab 1850 einen Ortsteil der Gemeinde Bohdalov in der Bezirkshauptmannschaft Neustadtl. 1904 gründet sich eine Freiwillige Feuerwehr. 1920 entstand die Gemeinde Kyjov. Im Jahre 1949 erfolgte die Zuordnung zum Okres Žďár nad Sázavou.

## Gemeindegliederung
Für die Gemeinde Kyjov sind keine Ortsteile ausgewiesen.

## Sehenswürdigkeiten
- Marienkapelle, errichtet 1784
- Sühnekreuz, unweit der Quelle des Belfritský potok
- Naturschutzgebiet Baba-V Bukách, nordwestlich des Dorfes.